# Wielersport op de Olympische Zomerspelen 2012 – Ploegenachtervolging vrouwen
Tijdens de Olympische Zomerspelen in 2012 vond de ploegenachtervolging voor vrouwen plaats op 3 en 4 augustus 2012 in het London Velopark te Londen, Groot-Brittannië.

## Uitslagen

### Kwalificatie
| Rang | Land             | Renner                                                   | Tijd     | Opmerkingen |
| ---- | ---------------- | -------------------------------------------------------- | -------- | ----------- |
| 1.   | Groot-Brittannië | Danielle King, Laura Trott, Joanna Rowsell               | 3:15.669 | Q, WR       |
| 2.   | Verenigde Staten | Sarah Hammer, Dotsie Bausch, Jennie Reed                 | 3:19.406 | Q           |
| 3.   | Australië        | Annette Edmondson, Melissa Hoskins, Josephine Tomic      | 3:19.719 | Q           |
| 4.   | Canada           | Tara Whitten, Gillian Carleton, Jasmin Glaesser          | 3:19.816 | Q           |
| 5.   | Nieuw-Zeeland    | Lauren Ellis, Jaime Nielsen, Alison Shanks               | 3:20.421 | Q           |
| 6.   | Nederland        | Kirsten Wild, Amy Pieters, Ellen van Dijk                | 3:21.602 | Q           |
| 7.   | Duitsland        | Judith Arndt, Charlotte Becker, Lisa Brennauer           | 3:22.058 | Q           |
| 8.   | Wit-Rusland      | Tatsiana Sharakova, Alena Dylko, Aksana Papko            | 3:22.850 | Q           |
| 9.   | Oekraïne         | Yelizaveta Bochkarova, Svitlana Galyuk, Lesya Kalitovska | 3:25.160 |             |
| 10.  | China            | Jiang Fan, Jiang Wenwen, Liang Jing                      | 3:26.049 |             |

### Eerste ronde
| Rang | Heat | Land             | Renners                                             | Tijd     | Opmerkingen |
| ---- | ---- | ---------------- | --------------------------------------------------- | -------- | ----------- |
| 1    | 4    | Groot-Brittannië | Danielle King, Laura Trott, Joanna Rowsell          | 3:14.682 | WR          |
| 2    | 3    | Verenigde Staten | Sarah Hammer, Dotsie Bausch, Jennie Reed            | 3:16.853 |             |
| 3    | 3    | Australië        | Annette Edmondson, Melissa Hoskins, Josephine Tomic | 3:16.935 |             |
| 4    | 4    | Canada           | Tara Whitten, Gillian Carleton, Jasmin Glaesser     | 3:17.454 |             |
| 5    | 2    | Nieuw-Zeeland    | Lauren Ellis, Jaime Nielsen, Alison Shanks          | 3:18.514 |             |
| 6    | 1    | Nederland        | Kirsten Wild, Amy Pieters, Ellen van Dijk           | 3:20.013 |             |
| 7    | 1    | Duitsland        | Judith Arndt, Charlotte Becker, Lisa Brennauer      | 3:21.086 |             |
| 8    | 2    | Wit-Rusland      | Tatsiana Sharakova, Alena Dylko, Aksana Papko       | 3:21.942 |             |

### Finales
| Rang           | Land             | Renners                                             | Tijd          | Opmerkingen   |
| Gouden finale  | Gouden finale    | Gouden finale                                       | Gouden finale | Gouden finale |
| -------------- | ---------------- | --------------------------------------------------- | ------------- | ------------- |
| Goud           | Groot-Brittannië | Danielle King, Laura Trott, Joanna Rowsell          | 3:14.051      | WR            |
| Zilver         | Verenigde Staten | Sarah Hammer, Dotsie Bausch, Jennie Reed            | 3:19.727      |               |
| Bronzen finale |                  |                                                     |               |               |
| Brons          | Canada           | Tara Whitten, Gillian Carleton, Jasmin Glaesser     | 3:17.915      |               |
| 4              | Australië        | Annette Edmondson, Melissa Hoskins, Josephine Tomic | 3:18.096      |               |
| Plaats 5/6     |                  |                                                     |               |               |
| 5              | Nieuw-Zeeland    | Lauren Ellis, Jaime Nielsen, Alison Shanks          | 3:19.351      |               |
| 6              | Nederland        | Kirsten Wild, Amy Pieters, Ellen van Dijk           | 3:23.256      |               |
| Plaats 7/8     |                  |                                                     |               |               |
| 7              | Wit-Rusland      | Tatsiana Sharakova, Alena Dylko, Aksana Papko       | 3:20.245      |               |
| 8              | Duitsland        | Judith Arndt, Charlotte Becker, Lisa Brennauer      | 3:20.824      |               |

2012: King, Rowsell, Trott ·
2016: Archibald, Barker, Rowsell, Trott  ·
2020: Brauße, Brennauer, Klein, Kröger ·
2024: Dygert, Faulkner, Valente, Williams